# 藤本美貴

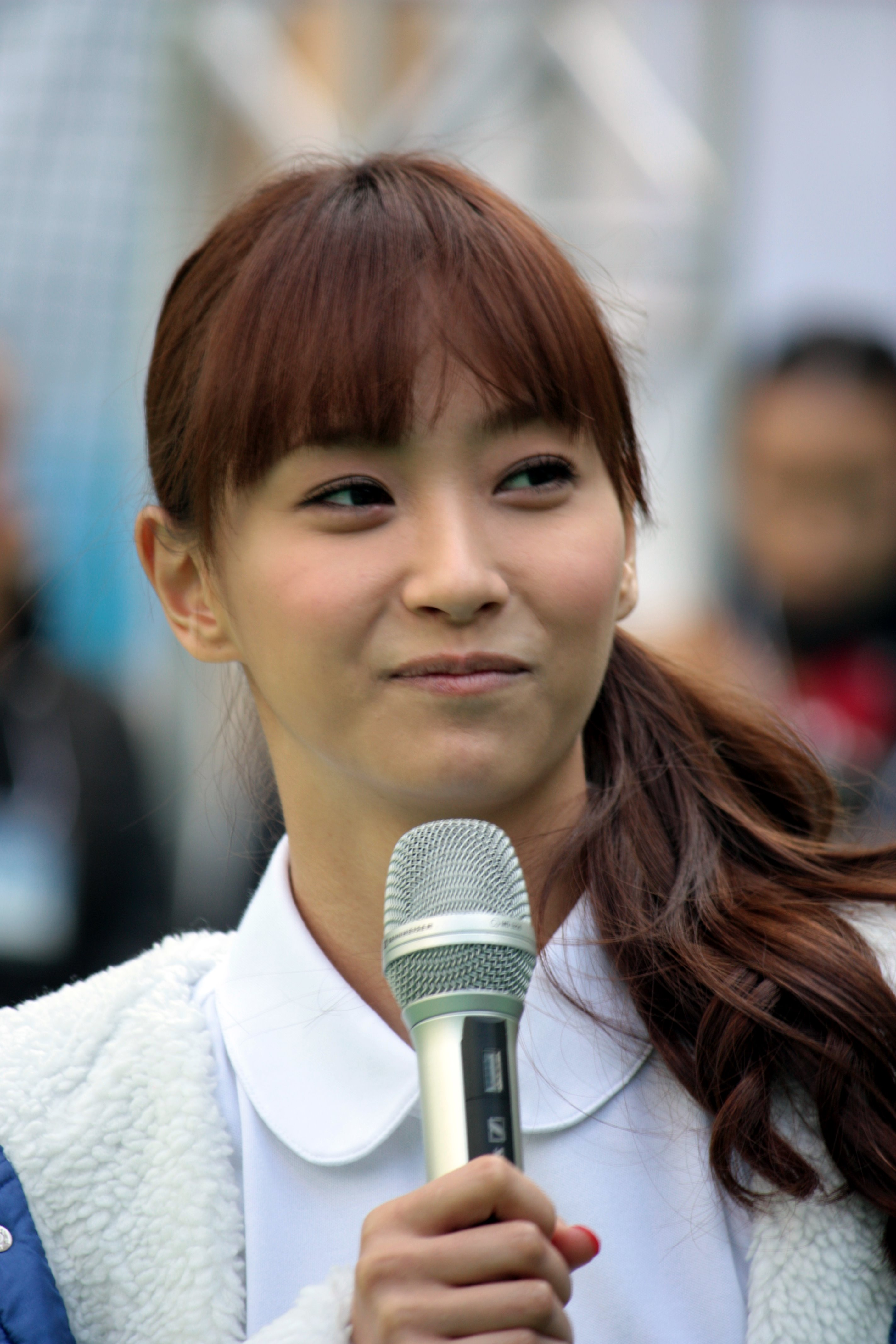
イベントにて（2010年）

藤本 美貴（ふじもと みき、1985年〈昭和60年〉2月26日 - ）は、日本の歌手、タレント、YouTuber、およびモーニング娘。
の元メンバー。愛称はミキティ。夫は品川庄司の庄司智春で、戸籍名は庄司 美貴（しょうじ みき）。ジャストプロ所属（アップフロントクリエイトと業務提携）。北海道滝川市出身。身長156 cm。
2002年3月12日にソロ歌手としてデビューした後に、2003年1月7日から2007年5月31日までモーニング娘。に6期メンバーとして在籍し、4代目サブリーダーや5代目リーダーを務めた。当時のイメージカラーは赤。2008年のソロ活動再開後も、ドリームモーニング娘。のメンバーとして活動した。

## 略歴

### 1985年
- 2月、4人兄妹の末っ子として誕生[6]。おばあちゃん子で、子供のころは演歌歌手になるつもりであった[7]。その後、小学校高学年の時に安室奈美恵に衝撃を受けてJ-POPのファンになる[7]。

### 1999年
- 8月、「avex dream 2000」オーディションに参加。ファイナリストの24名に入っていたが、グランプリに選ばれなかった。

### 2000年
- 4月、「モーニング娘。第3回追加オーディション」に参加（受験番号511番）。合宿を伴う最終選考で落選したものの、アップフロントエージェンシー（現在のアップフロントプロモーション）は将来性を高く評価したうえで、藤本を「レッスン生」に採用した。

### 2001年
- 4月、当時在籍していた北海道の高等学校を休学したうえで上京（後に退学）。
- 10月、『新・美少女日記』（テレビ東京）で芸能界デビュー。

### 2002年
- 1月2日 - 2月17日、『Hello! Project 2002 今年もすごいぞ』で、Hello! Project（ハロプロ）のコンサートに初登場。『新・美少女日記』のオープニングテーマ曲である「Let's Do 大発見!」を披露した。
- 3月13日、1stシングル「会えない長い日曜日」でソロ歌手としてCDデビュー。カップリング曲には「Let's Do 大発見!」が採用された。
- 6月12日、2ndシングル「そっと口づけて ギュッと抱きしめて」をリリース。オリコンシングルウィークリーチャートで自身初のトップ10入り（4位）を果たした。
- 10月、自身初の冠番組として、『藤本美貴 ハート・デイズ・レディオ』（ニッポン放送）および『藤本美貴のドキ♥みきNight』（CBCラジオ）がスタート。
- 9月4日、3rdシングル「ロマンティック 浮かれモード」をリリース。ソロシングルとしてはオリコンのシングルウィークリーチャートで自己最高位（3位）を記録した一方で、コンサートでファンがいわゆる「ヲタ芸」を連発するなど、2000年代の女性アイドルシーンを代表する曲に数えられている。
- 11月7日、4thシングル「ボーイフレンド」をリリース。その記念イベントを同月10日によみうりランドオープンシアターEASTで開催。およそ8,000人が参加した。
- 11月20日、ソロ歌手としてハロプロに在籍していた松浦亜弥・後藤真希とユニット「ごまっとう」を結成し、デビューシングル「SHALL WE LOVE?」をリリース。
- 12月31日、『第53回NHK紅白歌合戦』に初出場。「ロマンティック 浮かれモード」を紅組のトップバッターとして披露した。この出演の帰り道に事務所に呼ばれ、つんく♂から、来春をめどにモーニング娘。に加入することになったと伝えられる。

### 2003年
- 1月7日、モーニング娘。に6期メンバーとして加入することが発表された。
- 2月5日、5thシングル「ブギートレイン'03」をリリース。
- 2月27日、前日に18歳の誕生日を迎えて深夜の生放送番組へ出演できるようになったことから、本来は収録番組である『藤本美貴 ハート・デイズ・レディオ』を生放送。その直後には、生放送の『矢口真里のallnightnippon SUPER!』（ニッポン放送）にも出演した。
- 2月8日 - 4月29日、初のソロコンサートツアー『藤本美貴 ファーストコンサートツアー2003春 MIKI①』を開催。
- 2月26日、1stアルバム『MIKI①』をリリース。
- 5月5日、亀井絵里・道重さゆみ・田中れいなとともにモーニング娘。の6期メンバーとしてお披露目。
- 6月、ほかの6期メンバーより先にモーニング娘。に合流。ミュージカル『江戸っ娘。忠臣蔵』に出演した。
- 7月24日、カントリー娘。のシングル「浮気なハニーパイ」にモーニング娘。5期メンバーで同郷（北海道出身）の紺野あさ美とともに参加。参加を機に、ユニット名が「カントリー娘。に紺野と藤本（モーニング娘。）」に改められた。
- 7月30日、モーニング娘。19thシングル「シャボン玉」からモーニング娘。の楽曲に参加。
- 8月16日 - 10月18日、『モーニング娘。CONCERT 2003 “15人でNON STOP”』にて「ブギートレイン'03」をソロで歌う。
- 9月、モーニング娘。が「モーニング娘。さくら組」と「モーニング娘。おとめ組」に分割されたことに伴って、「おとめ組」に参加。

### 2004年
- 2月、ハロプロメンバーによる女性フットサルチームの「Gatas Brilhantes H.P.（ガッタス）」に加入。
- 4月17日、『MBSヤングタウン土曜日』（MBSラジオ）にレギュラーとして出演を開始。
- 12月25日、『MBSヤングタウン土曜日』で共演している明石家さんま司会のクリスマス特別番組『さんまのHAPPY Xmas SHOW』で、久々に「ごまっとう」の一員として歌を披露。

### 2005年
- 3月5日 - 5月7日、『モーニング娘。コンサートツアー2005春〜第六感 ヒット満開!〜』で、モーニング娘。加入後初めて「ロマンティック 浮かれモード」をソロで披露。
- 7月、日本テレビ系の深夜番組『音楽戦士 MUSIC FIGHTER』内でリーダーの吉澤ひとみよりサブリーダーに昇格していたことが発表される。
- 8月31日、『第33回フジサンケイクラシック』のプロアマトーナメントに出場。
- 8月20日 - 11月27日、「モーニング娘。コンサートツアー2005夏秋『バリバリ教室 〜小春ちゃん いらっしゃい!〜』」で、「そっと口づけて ギュッと抱きしめて」を1人で歌う。

### 2006年
- 2月25日 - 5月7日、『モーニング娘。コンサートツアー2006 春 〜レインボーセブン〜』で、「銀色の永遠」（『MIKI①』の収録曲の1つ）をソロで歌う。
- 2月26日、『モーニング娘。コンサートツアー2006 春 〜レインボーセブン〜』のハーモニーホール座間公演に参加。自身の誕生日に組まれた公演への参加は初めてだった。
- 6月15日、松浦亜弥とユニット「GAM」の結成を発表[8]。
- 7月、『Hello! Project 2006 Summer〜ワンダフルハーツランド〜』で、「ブギートレイン'03」を徳永千奈美、中島早貴、須藤茉麻、有原栞菜と歌う。
- 8月、『リボンの騎士 ザ・ミュージカル』に出演。魔女へケートを演じる。
- 9月30日 - 12月3日、『モーニング娘。コンサートツアー2006秋 “踊れ!モーニングカレー”』で、GAMの楽曲を歌う（当初はデビューシングル曲の「Thanks!」→10月21日からは第2弾シングル曲の「メロディーズ」）。
- 10月29日、「松浦亜弥コンサートツアー2006秋『進化ノ季節・・・』」東京厚生年金会館公演にゲスト出演。ゲストとして「Thanks!」を歌う。
- 12月13日、この日に発売されたモーニング娘。ミニアルバム『7.5冬冬モーニング娘。ミニ!』に、「藤本美貴 With 岡井千聖&萩原舞（℃-ute）」名義で「寒いから冬だもん!〜どうもこうもないっすよミキティ〜」が収録される。
- 12月26日、『MATSUURA AYA First Dinner Show 2006 Winter』大阪公演にゲスト出演。
- 12月31日、「GAM&モーニング娘。」として『第57回NHK紅白歌合戦』に出場。史上5人目（女性では3人目）に当たる「通算3度目の別名義出場」を達成した。GAMとしては松浦亜弥と同時に達成したが、自身より早く2001年にソロ歌手として初出場を果たしていた松浦を本項では4人目（女性では2人目）とみなす。

### 2007年
- 1月、吉澤ひとみのモーニング娘。卒業を受けて、吉澤からモーニング娘。のリーダーを引き継ぐことが発表される。
- 1月2日 - 21日、『Hello! Project 2007 Winter 〜ワンダフルハーツ 乙女Gocoro〜』で、岡井千聖、萩原舞と「寒いから冬だもん!〜どうもこうもないっすよミキティ〜」を歌う。
- 3月17日 - 5月6日、『モーニング娘。コンサートツアー2007春 〜SEXY 8 ビート〜』で、「幼なじみ」（「ボーイフレンド」のカップリング曲）をソロで歌う。
- 5月、モーニング娘。5代目リーダーに就任したが、現在の夫である庄司智春（品川庄司）とのデートが25日発売の『FRIDAY』で報じられた。
- 5月26日 - 7月3日、『GAM 1stコンサートツアー2007初夏 〜グレイト亜弥&美貴〜』公演。
- 6月1日、自身の申し出でモーニング娘。を脱退。モーニング娘。リーダー在籍期間は25日間だった。レギュラーで出演していた『MBSヤングタウン土曜日』でも、当日の収録分で脱退の旨を報告するとともに、当該回の放送（翌2日）をもって一時的に降板した（後に準レギュラー扱いで出演を再開）。また、2日に参加した『GAM 1stコンサートツアー』大阪公演でも、ファンに向けてモーニング娘。からの脱退を報告した。前述した庄司との交際報道に起因した脱退であったため、一連の報告後は所属事務所から新規の仕事を与えられなかった。
- 9月28日、5年間続いたレギュラー番組『藤本美貴のドキ♥みきNight』の放送を終了。翌年2月まで、ガッタス以外の公の活動を事実上休止した。
- 10月、自身と実兄に関する記事が『週刊新潮』の11月29日号に掲載されたことを受けて、「記事の内容は事実無根」として、発行元の新潮社に約4,000万円の損害賠償を求める訴訟を実兄と連名で東京地方裁判所に起こした。

### 2008年
- 4月18日 - 27日、明治座で上演された自身初の座長公演『明治座NEO時代劇 HAKANA〜「いとしの儚」より〜』に主演（同年2月21日発表）[9]。
- 4月23日、モーニング娘。脱退後初めてのシングル曲「置き手紙」を堀内孝雄との競作扱いでリリース。従来のシングル曲とは全く異なる歌謡曲路線の楽曲で、堀内版のシングルとは別に「遠い手紙」がカップリング曲に採用された一方で、発売記念イベントの一部は堀内と合同で開催された。ソロデビューから20周年を経過した2023年3月の時点では、「置き手紙」が藤本美貴名義で発表した最後のシングル曲になっている。
- 5月、ハロプロに在籍したまま、所属事務所をアップフロントエージェンシー（現・アップフロントプロモーション）から同じアップフロントグループ傘下のジェイピィールームへ移籍。

### 2009年
- 3月24日、庄司智春との婚約を発表。
- 3月31日、ハロプロを卒業。
- 4月1日、ファンクラブを「M-line club」（アップフロントグループに所属するハロプロ卒業生の合同ファンクラブ）へ移行。
- 4月14日、アメーバブログで公式ブログを開設。
- 7月3日、アメリカ合衆国のハワイ州で、庄司との結婚式を挙行。
- 7月11日、庄司智春と正式に結婚。翌12日に、結婚報告会見を合同で開いた[10]。
- 8月28日、『週刊新潮』の2007年11月29日号に掲載された記事をめぐって新潮社に損害賠償を求めていた訴訟（前述）について、東京地方裁判所は「記事は客観的な裏付けに欠けており、藤本さんらの社会的評価に与えた悪影響は大きい」として、新潮社に賠償金（総額400万円）の支払いを命じた[11]。これに対して、新潮社側は東京高等裁判所へ控訴。
- 8月29日、ワールド記念ホールで開催された『神戸コレクション2009 AUTUMN/WINTER』神戸公演に、ゲストモデルとして初出演。ファッションイベントでモデルを務めたのは、この公演が初めてである。
- 10月、NHK大阪ホールで収録された特別番組『第24回NHK新人演芸大賞』で、吉田浩（NHKアナウンサー）とともに漫才・落語両部門の司会を担当。両部門とも後日、NHK総合テレビで全国に放送された。ハロプロ関係以外の番組・イベントで司会を務めたのは、この収録が初めてである。
- 10月10日、月1回のペースで、『MBSヤングタウン土曜日』へのレギュラー出演を再開。
- 10月28日、初めてレギュラーでMCを務めるテレビ番組『THE 1億分の8』（『MBSヤングタウン土曜日』とともに毎日放送の東京支社で制作）が、TBS系列で放送開始。浜田雅功（ダウンタウン）とのMCで、2010年4月から『イチハチ』へ改称した後に、2011年3月まで放送された。
- 11月27日、庄司との結婚披露パーティをグランドプリンスホテル赤坂で挙行。

### 2010年
- 1月20日、『週刊新潮』の2007年11月29日号に掲載された記事をめぐって新潮社に損害賠償を求めていた訴訟（前述）について、東京高等裁判所は計400万円の支払いを命じた一審（東京地方裁判所）の判決を支持。新潮社側の控訴を棄却した[12]。
- 10月、ファッションブランド・goocyとのコラボレーション企画で、自身初のプロデュースブランドとして、「koko jack（ココジャック）」を立ち上げた。

### 2011年
- 1月25日、モーニング娘。のOG10名で結成したドリームモーニング娘。にメンバーとして参加。
- 2月26日、26歳の誕生日に、芸能活動での名義と愛称を屋号に冠した「藤本美貴の焼肉店 焼肉美貴亭（ミキてい）」の1号店（横浜青葉台店）を株式会社ももじろうグループの運営で神奈川県横浜市青葉区に開店[注 1]。
- 4月、地元・北海道で放送を開始したローカル情報番組『U型テレビ』（北海道文化放送）の水曜日で、隔週出演ながら自身初のレギュラーコメンテーターに就任。また、『あさイチ』（NHK総合テレビ）に月1 - 2回のレギュラーゲストとして出演を始めた。
- 5月、アップフロントグループによる東日本大震災復興支援企画『がんばろうニッポン 愛は勝つ』プロジェクトの一環として、岩手県内で特に甚大な被害を受けた大槌町内の避難所（17日）[13]や陸前高田市内の避難所・仮設住宅（18日）を訪問。避難所では、シャ乱Qのメンバーや愛かなえ（同県宮古市出身の歌手で、のちにみやさと奏に改名）とともに救援物資の手渡しを兼ねた握手会や無料のミニライブを実施した[14]。
- 6月、自身でプロデュースを手掛けた「EYEMAZING シフォンライン」（つけまつげ）をドン・キホーテやドラッグストアなどを通じて全国で発売。
- 9月13日、一部スポーツ紙の報道で、妊娠3か月であることが判明。藤本も、当日ゲストで出演していた『笑っていいとも』（フジテレビ）や公式ブログで、第1子の妊娠を正式に認めた[15][16]。この時点ではドリームモーニング娘。の秋のコンサートツアーに出演することが発表されていたが、妊娠の判明を受けて出演を見合わせた[17][注 2]。
- 11月15日、『U型テレビ』出演中の発言をきっかけに、出身地の北海道滝川市から2人目となる「滝川市ふるさと大使」を依託された[18]。
- 12月、日本郵便とキャノンPIXUSのコラボレーションによる都道府県別の年賀状キャンペーン「心に届く新年の一枚」で、北海道出身者としてはただ1人「北海道代表」に起用された[注 3]。

### 2012年
- 3月、自身のプロデュースによる「chiara（キアラ）着圧ストッキング」（23段階の着圧コントロール機能付きパンティストッキング2種類）、京都丸紅が展開するブランド「九重」とのコラボレーションによる「藤本美貴×九重」（七五三向け男児・女児用和服フルセット）[19]をそれぞれ発売した。
- 3月20日、同年4月から放送される『ママモコモてれび』（日本テレビの知育エンタテイメント番組）の制作記者発表に“応援隊長”として出席。第1子出産前最後の仕事となった[20]。
- 3月27日、午前7時3分に第1子（男児）を出産した。男児の体重は3,065グラムで、母子ともに健康。出産には夫の庄司智春も立ち会った[21][22]。
- 3月28日、ファッションブランド「HbG」とのスペシャルコラボレーション商品として、マザーズシリーズ（バッグ、ポチェット、ポーチ、母子手帳ケース）を発表。母親層を主な対象にかねてから開発を進めていた商品で、同年5月から発売された[23]。
- 4月13日、当日テレビ東京系列で放送を開始した『家族になろう（よ）』の密着取材企画「芸能人ベビークラブ」で、出産前に収録したインタビューVTRを通じて出産後初めてテレビ番組へ登場。また、第1子の出産前後の様子と第1子の顔を初めて映像で公開した。
- 6月、所属事務所のジェイピィールームがジャストプロとの業務提携を開始。藤本はジェイピィールームに所属したままジャストプロの業務提携タレントにもなった。
- 6月8日、神奈川県保健福祉局が、「焼肉美貴亭」の「藤沢街道大和店」で5月31日に焼肉などを食べた客16名が食中毒を発症したことを発表（いずれも生命に別状はなし）。食品衛生法を基に、同店に対し無期限の営業停止処分を出した[24]。運営会社のももじろうグループでは同日、安全管理が徹底するまで全4店舗の営業を停止することを発表[25][注 4]。店舗の運営に直接関与していない藤本も、イメージキャラクターを務める立場から、翌9日に公式ブログで謝罪のコメントを公開した[27]。
- 6月22日、ももじろうグループは「焼肉 美貴亭」について、前述の食中毒に罹患した客全員の体調が回復したことを発表。そのうえで、営業停止扱いだった全ての店舗を同日付で正式に閉店させた[28][29]。
- 8月、小僧寿しチェーンの新しいイメージキャラクターとして、3日から放送のテレビCMなどに登場。また、4日放送の『MBSヤングタウン土曜日』へ出産後初めて出演するなど、育児と並行しながら芸能活動を再開した。

### 2013年
- 2月7日、小倉毅（医学博士）との共同プロデュースで開発した「骨盤レギンス」「骨盤股関節ハイウェストガードル」を「特許第5081329号取得商品」として同日から発売[30]。
- 3月24日、ソロデビュー10周年を記念して、ソロライブ『藤本美貴10周年記念!大感謝ライブ!「一夜限定!完全復活!ミキティー」』を昼夜2回公演としてZepp Tokyoで開催[31]。
- 6月11日・13日・19日、『MUSIC FESTA Vol.1』（アップフロントグループ事務所所属のアーティストによる新機軸の合同ライブイベント）のうち、東京公演（11日、赤坂BLITZ）・札幌公演（13日、Zepp Sapporo）・名古屋公演（19日、CLUB DIAMOND HALL）にゲストとして出演[32][33]。
- 6月25日、『ゴゴスマ -GO GO!Smile!-』（2013年4月からCBCテレビで放送中の生ワイド番組、以下『ゴゴスマ』と略記）の初代火曜パネラーで、モーニング娘。OG（自身の2代前のリーダー）の矢口真里の緊急降板を受けて、25日放送分から正式に2代目の火曜パネラーへ起用された。
- 7月1日、自身がプロデュースを手掛けた母親向けの水着を水着の老舗メーカー・東京印とのコラボレーション商品として、「Ameba有名人ショップ」などで発売。藤本が水着のプロデュースを手掛けたのは、この商品が初めて。発売に際しては、モデルとして6年振りに水着姿の写真や画像を公表した[34]。
- 7月15日、「Gatas Brilhantes H.P.」の副キャプテンとして、駒沢体育館の屋内競技場で開かれた「第10回全日本女子フットサル選手権大会」に出場した[35]。藤本が出産後にフットサルの公式戦へ出場したのは、この大会が初めて。
- 8月9日・10日、「Gatas Brilhantes H.P.」の副キャプテンとして、国立代々木競技場のフットサルコートで開かれた『a-nation CUP 2013』に出場。9日の試合で復帰後初ゴールを記録するなどの活躍によって、チームを総合優勝に導いた[36]。
- 11月、人気育児雑誌6誌の選考による「第6回ペアレンティングアワード」の「子育てトレンド ママ部門」で表彰[37]。また、新たなプロデュース商品として「骨盤パンツ（ハイウエストガードル）[38]」を発売した。
- 12月、サマンサタバサとのコラボレーションでプロデュースを手掛けたバッグやリュックサックを21日から発売[39]。

### 2014年
- 2月、『MUSIC FESTA Vol.2』のうち、神奈川公演（16日、クラブチッタ川崎）にゲストとして出演[40]。
- 7月、前年に続いて、自身がプロデュースを手掛けた母親向けの水着を発売[41]。

### 2015年
- 1月30日、一部スポーツ紙の報道で、第2子を妊娠していることが判明。藤本も、公式ブログを通じて、妊娠4か月であることを発表した[42]。
- 5月14日、「COTTON USA AWARD 2015」受賞[43]。
- 6月29日、第2子の出産準備のため、毎週月曜日にレギュラーで出演していた『PON!』（日本テレビ）を卒業[44]。
- 8月1日、第2子として、体重3,152gの女児を出産[45]。
- 11月、「WHITE KITTE」（KITTEのクリスマスイベント）ホワイトツリーライトアップセレモニー（19日）[46]や、『MBSヤングタウン土曜日』（28日放送分）へ出演するなど、育児と並行しながら芸能活動を再開。

### 2016年
- 3月31日、ファンクラブの「M-line club」から離脱[47]。
- 5月6日、「第9回ベストマザー賞2016」（芸能部門）を受賞[48]。
- 10月23日・30日、庄司智春との婚約発表の直前（2009年3月）以来7年7か月振りに、単独出演によるカジュアルディナーショーを東京都内で開催[49]。

### 2017年
- 5月14日、ソロデビュー15周年を記念して、ソロライブ『藤本美貴15周年記念!大感謝ライブ!〜ミキティアイドルやります!春の大集会!〜』を昼夜2回公演として新宿ReNYで開催[50]。

### 2018年
- 11月12日、夫の庄司智春と揃って、「いい夫婦 パートナー・オブ・ザ・イヤー2018」を受賞（陣内孝則・恵理子夫妻との同時受賞）[51]。

### 2019年
- 2月20日、北海道の民放5局とNHK札幌放送局による共同キャンペーン『One Hokkaido Project』のキャンペーンソングに参加[52]。
- 8月5日、第3子を妊娠したことを公式ブログで発表[53]。
- 10月19日、YouTube公式チャンネル『ハロー!ミキティ』を開設[54]。開設後は視聴者からの相談に答える企画を定期的に実施しているほか、ハロー!プロジェクトの新旧メンバー、デビューに尽力した関係者（夏まゆみなど）、音楽番組などで共演した経験のあるアーティスト（Every Little Thingの伊藤一朗など）をゲストに随時迎えている。

### 2020年
- 1月24日、第3子（女児）を出産[55][56]。

### 2022年
- 10月8日、ソロデビュー20周年を記念したおよそ5年振りのソロライブ『藤本美貴20周年記念!大感謝ライブ!〜ミキティアイドルやります!秋の大集会!〜AGAIN!!!!!また来てね〜』を、昼夜2回公演として新宿BLAZEで開催[57]。

### 2023年
- 1月1日、アップフロントグループの組織変更に伴って、所属事務所をジェイピィールームから業務提携先のジャストプロへ移籍したうえで、アップフロントクリエイトとの間で新たに業務提携を結んだ。
- 3月12日、ソロデビュー20周年イヤーの最終日にソロライブ『藤本美貴20周年記念!大感謝ライブ!〜ミキティアイドルやります!春の大集会!〜あしたから21周年〜』を昼夜2回公演としてヒューリックホール東京で開催[58][59]。昼公演には後藤真希に加えて、伊藤一朗をスペシャルゲストに迎えた。

### 2024年
- 9月3日、自身のYouTubeで語った言葉をまとめた書籍「ミキティ語録 前しか見ない」を発売[60]。

### 2025年
- 2月23日、40歳を記念したソロライブ『藤本美貴 40th BIRTHDAY LIVE～W成人式～』を昼夜2回公演で東京・日経ホールにて開催[61]。
- 同、過去にリリースした楽曲を翌24日より各サブスクリプション型（定額制）音楽ストリーミングサービスで配信開始することを発表[62]。
- 8月1日、「第36回 日本ジュエリーベストドレッサー賞」特別賞ベストパートナー部門に夫の庄司と揃って受賞[63]。
- 8月14日、中央高等学院の相談委員長に任命され、就任式が行われた[64]。

## 人物

### 愛称
- 最も知られている愛称は、名前の「美貴（ミキ）」に好きなキャラクターである「ハローキティ」を重ねたミキティ。これは3姉妹揃ってハローキティが好きで、中学生のころに自分たちの名前の後ろに「キティ」を付けて遊んでいたことを思い出し、「ミキティって呼んでください」と自分から言って決まった[65]。その縁で、ハローキティ誕生40周年に当たる2014年には、4月24日から5月6日まで渋谷ヒカリエで開催の40周年記念イベント『SHIBUYA de Hello Kitty』のPR大使に起用された[66][67]。
- サンリオピューロランドで庄司からのプロポーズを受けた際には、庄司のアイデアで、「等身大のハローキティ人形が指輪を手に出迎える」という演出が施された。結婚式のお色直しでもハローキティとともに登場するなど、「大事な節目を迎える時には、いつもキティちゃんと一緒」という表現でハローキティとの縁が深いことを自認している[67]。
- 気の強い性格を好む一部のファンからは、美貴帝という漢字表記でも呼ばれている[68]。

### 趣味・嗜好
- 絵が下手であることを自覚している[69]。しかし近年は、公式グッズやコラボレーショングッズ（後述）に自身のイラストを多用。本人も、「藤本画伯」と名乗っている[70]。
- 幼い頃から母親が働いていたため、祖母が第二の母だと述べている[71]。前述の通り、祖母の影響で子供の頃は演歌歌手になりたかった[72]。当時は永井みゆきの「大阪すずめ」が好きでよく歌っていた[7]。初めての夢が「歌手になること」で、それ以外の道は考えたことがなかったという[73]。
- 結婚前から、「あん」・「ひまわり」という名のトイプードルを飼っている。一緒にペット関連の番組・雑誌に登場したり、子供たちを含めた近況を自身のブログで披露したりすることも多い[74][75]。
- 出身地で親戚が焼肉店を経営していることもあって、ハロプロ時代にレバ刺し5人前を1人で食べた逸話があるほど焼肉が大好き。また、納豆も好きである[76][77]。
- 2009年に普通自動車免許を取得している[78][注 5]。
- 北海道出身ということもあって、プロ野球では地元球団・北海道日本ハムファイターズ、プロ野球選手では中田翔のファン[79]。2013年分の球団オフィシャルガイドブックでは、倉本聰・原田雅彦・野々村芳和とともに「北海道ゆかりの著名人」として応援のコメントを出している。
  - 2007年には、GAM名義で東北楽天ゴールデンイーグルスの公式応援歌「ダイスキ楽天イーグルス」を発表。同年4月1日には、楽天対福岡ソフトバンクホークス戦（フルキャストスタジアム宮城）の始球式へ松浦とともに登場した。2010年4月8日には、阪神タイガース対読売ジャイアンツ戦（阪神甲子園球場）の始球式を単独で務めている。
  - 一般社団法人・グラヴィティヨガ協会認定のヨガインストラクターでもある[80][81]。
  - 2016年8月には、ロサンゼルスへの家族旅行中に、ドジャー・スタジアムにてロサンゼルス・ドジャースに在籍していた前田健太投手を訪問[注 6]。ダッグアウト前で前田・家族との集合写真を撮影したところ、その画像が同月13日付でInstagram上のドジャース球団公式アカウントに公開された[83]。
- 2013年には、グラヴィティヨガ・インストラクターの資格を取得した。2014年からは「ヨガインストラクター」の肩書で、著書の刊行や雑誌への連載を始めたほか、東京都内のスポーツクラブでレッスンを受け持つ[84]。

### フットサル
- フットサルは、Gatas Brilhantes H.P.（新旧ハロプロメンバーが主体の女子チーム、以下「ガッタス」と略記）のピヴォ（サッカーのフォワードに相当するポジション）として、ハロプロ卒業・結婚後もプレーを続けていた。
- ガッタスで活動を始めてからは、サッカー日本女子代表への応援活動にも関与。2011年11月3日には、Jリーグ・ガンバ大阪対鹿島アントラーズ戦（万博記念競技場）において、ガンバのレプリカユニフォーム姿で始球式（キックイン）を務めた。

### ハロー!プロジェクト卒業後の活動
- ハロプロからの卒業後は、庄司との結婚生活や育児と並行しながら、商品プロデューサー・ファッションモデル・司会・コメンテーターとして幅広く活動している。
  - 2010年には、ファッションブランド・titty&co.（ティティアンドコー）のカタログモデルを務めたほか、自身初のプロデュースブランド「koko jack」を立ち上げた。koko jack以外にも、サンリオやセブン&アイ・ホールディングスなどとのコラボレーションで、数々の洋服やグッズを発売。2010年末から1年間は、主婦向けの雑誌「saita」（セブン&アイ出版）で、連載企画「ミキティの癒しの絵本 み〜ちゃんとうさぴょん」の原作を手掛けていた。
    - ファッションイベントでは、東京ガールズコレクション（TGC）の東京・名古屋公演や、地元・北海道の札幌コレクションにもゲストモデルとして出演。2011年の9月上旬には、TGC2011A/W公演で司会を務めたほか、神戸コレクションの神戸・東京公演と関西コレクションにショーモデルとして登場している（後述）。

  - 庄司と婚約・結婚した2009年からは、『イチハチ』（前述）で自身初のレギュラーMCを務めたほか、情報・バラエティ系のテレビ番組にゲストでたびたび登場。公開イベントにMC・パネリストとして出演したり、キャンペーンのリーダーや期間限定ショップの（名誉）店長に任命されたりすることも多い。2010年12月には、名古屋で開催された公開シンポジウム「どう広げる?再生可能エネルギー」に若者・主婦代表のパネリストとして出席していた[注 7]。
    - 2010年には『水戸黄門』（TBS制作）や『徹子の部屋』（テレビ朝日制作）へ初出演[注 8]。『あさイチ』や『はなまるマーケット』（TBS制作）など、主婦・中高年向けの番組ではパネラーや司会代理を務めている。
    - 2010年に第33回鳥人間コンテスト選手権大会（讀賣テレビ（ytv）主催、滋賀県彦根市で2年振りに開催）の司会に起用されるなど、（関西ローカル放送を含む）在阪局制作の番組や、関西で開かれるイベント・トークショーにも頻繁に出演している。『イチハチ』や『ヤングタウン土曜日』（いずれも東京で収録）などの番組への出演経験がある毎日放送では、同年夏に開局60周年記念で芸能人のPRユニット「ハッピー隊」を結成した際に、東京から唯一の女性メンバーとして参加。テレビ・ラジオの開局記念特別番組や、「ハッピー隊」によるスポットCM・キャンペーン（いずれも関西ローカルで放送）に登場していた。また、結婚・第1子出産後の2012年10月から2013年3月までは、月に1日のペースで来阪。『プリプリ』金曜日の生放送に臨んできた。
    - 『どぉーだ!Presents タカトシ牧場』（北海道文化放送）をはじめとするローカル番組、全国ネット向けの特別番組、イベントやライブへの出演、ローカルCMの撮影などで地元・北海道に戻る機会も増えている。2011年4月からは、同局が北海道ローカルで放送を開始した情報番組『U型テレビ』の水曜日に、里田まいと交互に隔週でコメンテーターを担当。北海道放送制作のネイチャードキュメンタリー番組をTBS系列で放送する場合（後述）に、ナレーターとして札幌でナレーションの収録に臨むこともある[85]。また、ytv制作の全国ネット番組『秘密のケンミンSHOW』では、同じ北海道生まれ・ハロプロ出身の里田まいとともに北海ドウミン（北海道出身者代表）として単独で数回出演。2017年には、リボンナポリン（ポッカサッポロフード&ビバレッジが道内限定で販売中の果汁入り炭酸飲料）のイメージキャラクターに起用された[注 9]。
    - 2013年には、4月から毎週木曜日に『PON!』（日本テレビ）、6月から毎週火曜日に『ゴゴスマ』（いずれも生放送番組）へレギュラーパネラーとして出演。第2子の懐妊によって2014年12月に『ゴゴスマ』を降板するまでは、火曜日の午前中に東京で『あさイチ』（1時間40分の生放送）に出演してから、午後に名古屋のCBCテレビ本社スタジオで『ゴゴスマ』（1時間55分の生放送）に臨むこともあった。なお、第2子出産後の2016年度からは、『バイキング』（フジテレビ）の月曜日で定期的にコメンテーターを務めていた。
    - 2017年10月5日からは、モーニング娘。のメンバー時代からゲストで数回出演していた『ちちんぷいぷい』（MBSテレビ）で、木曜日のレギュラーパネラーに起用。MBSテレビ制作番組へのレギュラー出演は前述の『プリプリ』以来で、北海道放送（HBC）が2014年10月から前半（13:55 - 15:40）の同時ネットを実施していることを背景に、道内出身の著名人代表として白羽の矢が立った。なお、HBCでの放送は2017年9月で終了。藤本も、出演の頻度を減らした末に、2019年4月から『ミント!』（関西ローカル向けに『ちちんぷいぷい』の後枠で放送される報道・情報番組）のスタジオパネラーに転じている。

  - 2011年4月からは、ドリームモーニング娘。のメンバーとして、『ドリーム モーニング娘。コンサートツアー2011 春の舞〜卒業生 DE 再結成〜』 やイベント・音楽番組で歌手活動を本格的に再開。同年9月に第1子の妊娠（前述）が判明してからは、音楽番組やコンサートへの出演を控えていたが、ドリーム モーニング娘。初のオリジナル曲「シャイニング バタフライ」（2012年2月15日発売）のCD・DVD・ミュージックビデオに登場。2013年3月24日には、結婚後初めて「藤本美貴」名義でのソロコンサートを開催した（前述）。
- ハロプロからの卒業を機に開設した公式ブログは、第1子の出産前後から、アメブロの「芸能人・有名人ブログランキング」（アクセス件数を1日単位で集計したランキング）で何度も1位を記録するほど人気が高い[注 10]。2019年1月からYouTubeに開設している「『ハロー!ミキティ』チャンネル」も同様で、視聴者から寄せられた人生相談に対する忌憚のない回答振りがスポーツ紙（主にオンライン版）で頻繁に取り上げられているほか、『夫が寝たあとに』（テレビ朝日制作）『中居正広の金曜日のスマイルたちへ』（TBS制作）といった番組へのレギュラー出演や語録集（『ミキティ語録 前しか見ない』）の刊行（2024年9月）にもつながっている。
- 2012年の母の日（5月13日）にオリコンが発表した「芸能界の"良妻"ランキングTOP10」では、6位に名を連ねた[87][注 11]。結婚10年目の2018年には、夫の庄司智春と揃って、「パートナー・オブ・ザ・イヤー」の1組に選ばれている（前述）。
  - 庄司は、2022年度に2回開催された『藤本美貴20周年記念!大感謝ライブ!』にも夜公演のゲストとして登場。2023年（令和5年）3月12日の公演では、藤本が自身との交際をきっかけにモーニング娘。を脱退したことをファンに謝罪したうえで、脱退によって開催が見送られていた「モーニング娘。としての卒業公演」の実現を提案する一幕もあった[88]。
- 2023年（令和5年）には、整理収納アドバイザー2級（NPO法人ハウスキーピング協会が認定する民間資格）の試験に合格。受験の前にユーキャンの整理収納アドバイザー講座で学んでいたため、2024年1月からは、庄司と共にユーキャンの通信講座のイメージキャラクターに起用されている[89]。ちなみに、庄司もユーキャンのリンパケア講座を受けた末に、日本リンパ協会のリンパケアアドバイザー試験に合格している。

### 交友
- 自身より1年早く2001年に芸能界へのデビューを果たしていた松浦亜弥とは、自身のデビュー時点のハロプロでは数少なかったソロ歌手同士ということもあって親交がとりわけ深く、ごまっとう・GAMなどのスペシャルユニットでも活動。自身が庄司智春との婚姻届を提出する際には、証人になっていた（庄司の側はロンドンブーツ1号2号の田村淳が証人だったという）[90]。
- 中学校の後輩に当たる大政絢[91]とは、芸能界へのデビュー後に『林先生が初耳だった!1億人のお宝雑学15選』（MBSテレビ制作、TBS系列全国ネットの特別番組）などの番組で共演している[92][注 12]。

## ディスコグラフィ
ソロ名義の作品は「ブギートレイン'03」まではhachama（現・アップフロントワークス hachamaレーベル）から発売されており、「置き手紙」のみアップフロントワークス Rice Musicレーベルより発売。
モーニング娘。としての作品はモーニング娘。の作品・出演一覧を、GAMとしての作品はGAM#音楽をそれぞれ参照のこと。

### シングル
| 枚  | 発売日        | タイトル                          | 規格品盤   | オリコン 最高位 |
| --- | ------------- | --------------------------------- | ---------- | --------------- |
| 1st | 2002年3月13日 | 会えない長い日曜日                | HKCN-50001 | 13位            |
| 2nd | 2002年6月12日 | そっと口づけて ギュッと抱きしめて | HKCN-50002 | 4位             |
| 3rd | 2002年9月4日  | ロマンティック 浮かれモード       | HKCN-50004 | 3位             |
| 4th | 2002年11月7日 | ボーイフレンド                    | HKCN-50005 | 4位             |
| 5th | 2003年2月5日  | ブギートレイン'03                 | HKCN-50007 | 8位             |
| 6th | 2008年4月23日 | 置き手紙                          | PKCP-2036  | 29位            |

### アルバム
| 枚  | 発売日        | タイトル | 規格品盤   | オリコン 最高位 |
| --- | ------------- | -------- | ---------- | --------------- |
| 1st | 2003年2月26日 | miki①    | HKCN-50009 | 3位             |

#### 企画アルバム
| 発売日         | 商品名                      | 歌                           | 楽曲                                                   | 備考 |
| -------------- | --------------------------- | ---------------------------- | ------------------------------------------------------ | ---- |
| 2002年10月23日 | FS3 FOLK SONGS 3            | 藤本美貴                     | 「マイ・ピュア・レディ」 「贈る言葉」 「結婚しようよ」 |      |
| 2002年10月23日 | FS3 FOLK SONGS 3            | 中澤裕子・藤本美貴           | 「風」                                                 |      |
| 2002年10月23日 | FS3 FOLK SONGS 3            | 後藤真希・藤本美貴           | 「さなえちゃん」                                       |      |
| 2002年10月23日 | FS3 FOLK SONGS 3            | 中澤裕子・後藤真希・藤本美貴 | 「青春時代」 「あの素晴らしい愛をもう一度」            |      |
| 2010年9月29日  | 男と女3                     | 稲垣潤一、藤本美貴           | 「また君に恋してる」                                   |      |
| 2016年9月7日   | THE PEANUTS -TRIBUTE SONGS- | 鈴木亜美・藤本美貴           | 「恋のオフェリア」                                     |      |

### 参加作品
| 発売日                     | 商品名     | 歌                   | 楽曲           | 備考 |
| -------------------------- | ---------- | -------------------- | -------------- | --- |
| 2019年2月20日 2019年3月6日 | 私たちの道 | One Hokkaido Project | 「私たちの道」 | デジタル配信2019年2月20日、CDシングル2019年3月6日                                                                              |
| 2025年7月19日              | ウタウタイ | MIGOPPER!            | 「ウタウタイ」 | TBSの音楽特番「音楽の日」（2025年7月19日放送）内の企画 「ココロの歌プロジェクト」のために制作された楽曲に 平成世代として参加。 |

### 映像作品

#### PV集
| 枚  | 発売日        | タイトル                 | 規格品盤   | 備考 |
| --- | ------------- | ------------------------ | ---------- | ---- |
| 1st | 2002年10月2日 | 藤本シングルMクリップス① | HKBN-50020 |      |

#### シングルV
| 枚  | 発売日         | タイトル                       | 規格品盤   | 備考 |
| --- | -------------- | ------------------------------ | ---------- | ---- |
| 1st | 2002年12月18日 | シングルV「ボーイフレンド」    | HKBN-50025 |      |
| 2nd | 2003年2月5日   | シングルV「ブギートレイン'03」 | HKVN-50026 |      |
| 3rd | 2008年12月24日 | シングルV「置き手紙」          | PKBP-2002  |      |

#### ライブ映像
| 枚  | 発売日        | タイトル                                       | 規格品盤   | 備考 |
| --- | ------------- | ---------------------------------------------- | ---------- | ---- |
| 1st | 2003年6月18日 | 藤本美貴 FIRST LIVE TOUR 2003 SPRING 〜MIKI①〜 | HKBN-50031 |      |

#### その他ライブ映像
- FOLK SONGS 3 LIVE（2003年2月26日）

#### MV
- One Hokkaido Project「私たちの道」（2019年2月20日）[95]

## 公演
グループ・ユニット名義での活動については各グループ・ユニットの記事を参照

### コンサート

#### 単独コンサート
- 藤本美貴 ファーストコンサートツアー2003春 MIKI①（2003年2月8日 - 4月29日、7都市20公演）
- 藤本美貴 歌謡曲ナイト2008夏! at STB139 with 前田有紀（2008年7月27日、東京 STB139 スイートベイジル）
- 藤本美貴 アコースティックライブ2008〜夢で逢えたら〜（2008年8月9日、埼玉 / 22日、京都 / 24日、岡山）
- 藤本美貴 クリスマスアコースティックライブ2008〜ミキティーズクリスマス〜（2008年12月21日、東京 Splash）
- 藤本美貴アコースティックライブ2009 〜ミキティーズパーティー〜（2009年2月21日、京都 都雅都雅 / 22日、静岡 浜松space-K）
- 藤本美貴スペシャルライブ at STB139〜ミキティーズパーティー〜（2009年3月22日、東京 STB139 スイートベイジル）
- 藤本美貴10周年記念!大感謝ライブ!「一夜限定!完全復活!ミキティー」（2013年3月24日、東京 Zepp Tokyo、昼夜2公演）[31]
- 藤本美貴15周年記念!大感謝ライブ!〜ミキティアイドルやります!春の大集会!〜（2017年5月14日、東京 新宿ReNY、昼夜2公演）[50]
- 藤本美貴20周年記念!大感謝ライブ!〜ミキティアイドルやります!秋の大集会!〜AGAIN!!!!!また来てね〜（2022年10月8日、東京 新宿BLAZE、昼夜2公演）[57] - 昼公演トークゲスト：大沢あかね・篠田麻里子、ライブゲスト：工藤遥 / 夜公演ライブゲスト：後藤真希・飯窪春菜・工藤遥
- 藤本美貴20周年記念!大感謝ライブ!〜ミキティアイドルやります!春の大集会!〜あしたから21周年〜（2023年3月12日、ヒューリックホール東京、昼夜2公演）[58][59][88] - 昼公演ゲスト：伊藤一朗（Every Little Thing）・後藤真希 / 夜公演ゲスト：紺野あさ美・田中れいな
- 藤本美貴 40th BIRTHDAY LIVE～W成人式～（2025年2月23日、東京 日経ホール、昼夜2公演）[61] - 夜公演ゲスト：大沢あかね

#### 合同コンサート・ゲスト出演
- Hello! Project 2002 〜今年もすごいぞ〜（2002年1月2日 - 2月17日、7都市28公演）
- モーニング娘。CONCERT TOUR 2002春 “LOVE IS ALIVE!”（2002年3月30日 - 4月28日、6都市20公演） - ゲスト出演、「会えない長い日曜日」を披露
- Hello! Project 2002 〜ONE HAPPY SUMMER DAY〜（2002年7月13日 - 28日、3都市12公演）
- FOLK SONGS 3 発売記念イベント（2002年12月8日 - 17日、4都市5公演） - 中澤裕子・後藤真希と共演
- Hello! Project 2003 Winter 〜楽しんじゃってます!〜（2003年1月2日 - 2月2日、4都市25公演）
- Hello! Project 2009 Winter エルダークラブ公演 〜Thank you for your LOVE!〜（2009年1月10日 - 24日、3都市8公演）
- Hello! Project 2009 Winter 決定! ハロ☆プロ アワード'09 〜エルダークラブ卒業記念スペシャル〜（2009年1月31日・2月1日、横浜アリーナ）
- Hello! Project 誕生15周年記念ライブ 2013 冬 〜ブラボー!〜（2013年1月13日、中野サンプラザ、夜公演） - 日替わりOGゲスト（シークレットゲスト）出演、「ロマンティック 浮かれモード」を披露[96]
- MUSIC FESTA vol.1（2013年6月11日、赤坂BLITZ / 13日、Zepp Sapporo / 19日、名古屋ダイアモンドホール / 3会場3公演） - ゲスト出演[32][33]
- Hello! Project COUNTDOWN PARTY 2013 〜 GOOD BYE & HELLO! 〜（2013年12月31日、中野サンプラザ） - 松浦亜弥とともにGAMとして約6年半振りに公の場で楽曲を披露[97]
- MUSIC FESTA vol.2（2014年2月16日、CLUB CITTA'川崎） - ゲスト出演[40]
- Hello! Project COUNTDOWN PARTY 2016 〜 GOOD BYE & HELLO! 〜（2016年12月31日、中野サンプラザ、第1部） - サプライズゲスト出演、「ロマンティック 浮かれモード」を披露[98]
- THE GREAT ROCK 'N' ROLL SEKIGAHARA 2017 「氣志團万博 vs VAMPARK FEST」（2017年4月15日、 幕張メッセ 国際展示場） - モーニング娘。OG（保田圭・矢口真里・石川梨華・吉澤ひとみ・藤本美貴）として出演[99]
- Hello! Project 20th Anniversary!! Hello! Project ひなフェス 2018「モーニング娘。20th Anniversary!! プレミアム」（2018年3月31日、パシフィコ横浜 展示ホールA/B）[100] - ゲスト出演
- Hello! Project 20th Anniversary!! Hello! Project 2018 SUMMER 〜ALL FOR ONE〜（2018年7月14日、オリックス劇場） - ゲスト出演
- ゆく桃くる桃 〜第2回 ももいろ歌合戦〜（2018年12月31日、パシフィコ横浜 国立大ホール） - モーニング娘。OG（矢口真里&藤本美貴）として出演[101]
- Hello! Project 20th Anniversary!! Hello! Project 2019 WINTER 〜YOU & I〜（2019年2月23日、札幌文化芸術劇場 hitaru） - ゲスト出演[102]

#### ディナーショー
- 藤本美貴カジュアルディナーショー2016〜Autumn〜（2016年10月23日・30日、ミュージックレストラン La Donna、各日昼夜2公演、全4公演）[103]
- 藤本美貴カジュアルディナーショー2018〜Autumn〜（2018年9月9日・17日、ミュージックレストラン La Donna、各日昼夜2公演、全4公演）[104]
- 藤本美貴 LIVE at COTTON CLUB 2024～丸の内で待ち合わせ～（2024年2月25日、COTTON CLUB、昼夜2公演）[105]

### 舞台
- 明治座NEO時代劇 HAKANA〜「いとしの儚」より〜（2008年4月18日 - 27日、明治座）[9] - 儚（はかな） 役（主演）、自身初の座長公演
- グリース（2008年10月20日 - 11月4日、青山劇場 / 11月14日 - 17日、シアターBRAVA!） - リッゾ 役[106]
- 一、仙台四郎物語〜福の神になった男 / 二、ものまねエンターテインメント2009 コロッケ オンステージ（2009年9月4日 - 27日、明治座）[107] - ナオ 役、第二部にも歌手として出演

### ファッションイベント
- 神戸コレクション- いずれもゲストモデルとして登場、MBS制作のダイジェスト・関連番組にも出演。
  - 2009 AUTUMN/WINTER（2009年8月29日・ワールド記念ホール、同年9月6日・グランドプリンスホテル新高輪大宴会場 飛天）
  - 2010 SPRING/SUMMER（2010年2月27日・ワールド記念ホール、同年3月13日・グランドプリンスホテル新高輪大宴会場 飛天）
  - 2010 AUTUMN/WINTER（2010年8月29日・ワールド記念ホール、同年9月5日・グランドプリンスホテル新高輪大宴会場 飛天）
  - 2011 AUTUMN/WINTER（2011年9月4日・ワールド記念ホールで開催、同年9月17日・グランドプリンスホテル新高輪大宴会場 飛天） - モーニング娘。時代の同僚・久住小春とともに出演
- 東京ガールズコレクション
  - TOKYO GIRLS COLLECTION by girlswalker.com '10 S/S（2010年3月6日、横浜アリーナ） - NHK衛星第2放送の生中継にゲスト出演
  - TOKYO GIRLS COLLECTION by girlswalker.com '10 A/W（2010年9月4日、さいたまスーパーアリーナ） - ゲストモデルとして登場
  - 東京ガールズコレクション in 名古屋（2011年2月19日開催、ナゴヤドーム） - ゲストモデルとして登場
  - TOKYO GIRLS COLLECTION by girlswalker.com '11 S/S（2011年3月5日開催、国立代々木競技場第一体育館） - ゲストモデルとして登場
  - TOKYO GIRLS COLLECTION by girlswalker.com '11 A/W（2011年9月3日開催、さいたまスーパーアリーナ） - ケンドーコバヤシとともに司会を担当
  - TOKYO GIRLS COLLECTION by girlswalker.com '14 S/S（2014年3月1日開催、国立代々木競技場第一体育館） - ウーマンラッシュアワー・森麻季とともに司会を担当。ステージの一部には、ゲストモデルとして登場した。
  - TOKYO GIRLS COLLECTION by girlswalker.com '16 A/W（2016年9月3日開催、さいたまスーパーアリーナ）
- 札幌コレクション
  - SAPPORO COLLECTION 2011（2011年4月29日開催、北海きたえーる） - 同じ北海道出身の里田まいとともにゲストモデルで出演
- non-no冬コレ2010 クリスマスパーティー（2010年12月1日、赤坂BLITZ） - 杉山真也（TBSアナウンサー）とともにMCを担当
- 関西コレクション
  - KANSAI COLLECTION 2011 AUTUMN/WINTER（2011年9月11日開催、京セラドーム大阪） - 里田まいとともにゲストモデルとして出演
- PAL FES LIVE with MTV（2012年8月25日開催、渋谷ヒカリエ） - 第1子の出産後初めて出演したファッションイベント。鮫島彩とともにサプライズゲスト扱いでセカンドステージのモデルを務めた[108]。
- GirlsAward - いずれも久住小春とともにゲストモデルで出演。
  - GirlsAward JAPAN 2012 AUTUMN/WINTER（2012年11月8日、国立代々木競技場第一体育館）
  - GirlsAward JAPAN 2013 SPRING/SUMMER（2013年3月23日、国立代々木競技場第一体育館）
  - GirlsAward JAPAN 2013 AUTUMN/WINTER（2013年9月28日、国立代々木競技場第一体育館）
  - GirlsAward JAPAN 2016 SPRING/SUMMER（2016年4月9日、国立代々木競技場第一体育館） - 第2子の出産後初めて出演したファッションイベント

## 出演
グループ・ユニット名義での活動については各グループ・ユニットの記事を参照

### テレビドラマ
- 天使の歌声 〜小児病棟の奇跡〜 （2002年8月9日、フジテレビ） - 北村真奈美 役
- 新春ワイド時代劇 竜馬がゆく（2004年、テレビ東京） - 坂本春猪 役
- 土曜プレミアム「誰も守れない」（2009年1月24日、フジテレビ） - レナ 役
- リセット 第6話「家族の二つの分かれ道」（2009年2月19日、読売テレビ） - 芦沢梓 役
- 水戸黄門 第42部 第7話「じゃじゃ馬姫の逃避行 -金沢-」（2010年11月22日、TBS / C.A.L） - 篠姫 役

### テレビアニメ
- ちいさなプリンセス ソフィア（2013年5月19日 - 2018年9月8日、ディズニー・チャンネル[109] / 2015年10月4日 - 2019年5月26日、テレビ東京系列「ディズニー・サンデー」枠[110]） - 青い鳥・ミア 役（日本語吹き替え）

### 劇場アニメ
- 映画ドラえもん のび太と空の理想郷（2023年3月3日公開） - パラダピアの先生 役[111]
- 映画ドラえもん のび太の絵世界物語（2025年3月7日公開） - アートリア王妃 役[112]

### バラエティー・その他

#### レギュラー出演
- 新・美少女日記（2001年10月1日 - 2002年3月29日、テレビ東京系） - 歌手デビュー前に同名の番組内ドラマで主演
- 美少女教育II（2002年4月1日 - 9月27日、テレビ東京系）
- 美少女日記III（2002年9月30日 - 2003年3月28日、テレビ東京系、いずれも松浦亜弥との共演）
  - ことミック大辞典（2002年9月30日 - 12月27日）
  - 燃えろ!マナー部（2003年1月6日 - 3月28日）
- ハロー!モーニング。（2002年3月10日 - 2007年4月1日、テレビ東京系）
- セクシー女塾（2003年3月31日 - 5月3日、テレビ東京系）
- それゆけ!ゴロッキーズ（2003年9月29日 - 12月26日、テレビ東京）
- 二人ゴト（2004年6月22日 - 24日、テレビ東京）
- 娘DOKYU!（2005年5月18日 - 6月9日・7月6日 - 9月29日、テレビ東京）
- ハロモニ@（2007年4月8日 - 5月27日、テレビ東京系）
- イチハチ（2009年10月28日 - 2011年3月30日、毎日放送制作、TBS系列） - テレビ番組で初のレギュラーMCを担当
- U型テレビ（2011年4月 - 12月、北海道文化放送） - 里田まいと交互に隔週で水曜日レギュラーコメンテーターとして出演。出産準備のため、2011年12月21日の放送を最後に一時降板したが、出産後には復帰せず放送を終了。
- PON!（2013年4月4日 - 2015年6月29日、日本テレビ） - 木曜 → 月曜パネラー[44]
- ゴゴスマ -GO GO!Smile!-（2013年6月4日 - 2014年12月23日、CBCテレビ） - 火曜パネラー
  - 2013年6月4日放送分に当時のパネラーだった矢口真里の代役扱いで初出演[113][注 14]。同月25日放送分から、矢口に代わってレギュラーパネラーに起用された。同年12月13日放送の『ママスマ!リアルママのキッズだより』では、レギュラー陣の「ママ代表」として、同市の河村たかし市長と共演している[114]。
- バイキング（2016年4月 - 2020年3月、フジテレビ） - 2016年4月から7月まで、ゲストコメンテーターとして、月に1回程度登場。同年8月からは「主婦タレント専門家」として、同年11月からは「本日のご意見番専門家」として月1 - 2回のペースで月曜日にレギュラーで出演していた。
- ワクワク発見!ブリックキッズ（2019年4月7日 - 12月22日、東海テレビ）[115]
- カチモ（2020年11月 - 2021年3月、毎日放送） - 野々村友紀子とともにナビゲーターを担当
- イケトレ!おうちで楽フィットネス（2021年1月9日 - 2022年9月27日、BS朝日） - レギュラー化前の2020年12月12日放送分からMCを担当
- TOKIO城島 ほのぼの茂（2022年5月9日 - 2024年9月9日、朝日放送テレビ） - 「城島茂はじめてのテレビショッピング」などのスタジオ企画に出演
- 中居正広の金曜日のスマイルたちへ（2023年2月24日 - 2024年12月13日、TBSテレビ） - パネラー
- 藤本美貴のヴィーナスラーニング（2023年9月24日[116]・12月17日[117]、BSJapanext） - MC
- 夫が寝たあとに（2023年10月5日 - 、テレビ朝日） - 横澤夏子と共にMCを担当
- 趣味どきっ! 今日から楽しむ“金育”新NISA編（2024年1月8日 - 1月29日、NHK Eテレ）
- 世界くらべてみたら（2024年1月10日 - 、TBS）- パネラー
- JOYNT POPS（2024年10月9日  - 2025年3月25日、NHK BSプレミアム4K/NHK BS） - MC[118]
- 土曜RISE!『ミキティダイニング』（2024年11月30日 - 、フジテレビ）- 夫の庄司と共にMCを担当[119]

#### 準レギュラー・レギュラーゲスト
- どぉーだ!Presents タカトシ牧場シリーズ（北海道文化放送） - 『タカトシ牧場』時代の2010年3月7日放送分から、「ゲスト従業員」として不定期出演。
- あさイチ（2011年4月 - 、NHK総合） - 月1 - 2回のペースで、レギュラーゲストとして出演。出産・育児休暇をはさんで、2012年12月28日放送分から再び登場。
- ちょこっとイイコト 〜岡村ほんこん♥しあわせプロジェクト〜シリーズ（2011年6月 - 2012年9月、テレビ東京）
  - 2012年3月16日まで放送の『ちょこっとイイコト』では、2011年6月17日放送分から、「岡村隆史の結婚プロジェクト」に後見人（芸能人サポーター）の1人として定期出演。
  - 2012年4月13日からリニューアル版として放送されていた『家族になろう（よ）』の第1回には、前述の「芸能人ベビークラブ」で、夫・庄司や第一子とともにVTR出演。以降の同コーナーには、声のみの出演。ただし、同年9月7日の最終回には、スタジオ出演を果たした。
- プリプリ（2012年10月 - 2013年3月、毎日放送） - 出産・育児休暇から復帰後初のレギュラー番組。金曜日におおむね月に1回出演。
- 週刊ニュース深読み（2012年11月17日 - 、NHK総合） - 2か月に1回のペースで、後半の討論コーナーにパネラーとして出演していた。
- ちちんぷいぷい木曜日（2017年10月 - 2018年3月、毎日放送） - 半年に1 - 2回程度ながら、スタジオパネラーとして全編（同局のみ3時間55分にわたって生放送）に出演。
- ミント!（2019年度、毎日放送） - 『ちちんぷいぷい』からの派生番組。日替わりゲストパネラーの1人として、月に1回のペースでニュースパートを除く全編に出演。
- 2時45分からはスローでイージーなルーティーンで→1時50分からはスローでイージーなルーティーンで（2021年4月 - 2023年9月29日、関西テレビ） - ゲストパネラー（不定期でスタジオ出演）
- よんチャンTV シリーズ（2021年度 - 、毎日放送） - 『ちちんぷいぷい』『ミント!』の後継番組で、金曜日に関西ローカルパートのパネラーとして随時出演しているほか、2021年度のみ放送されていた『土曜のよんチャンTV』にも登場。
- ヒルナンデス!（2024年7月24日 - 、日本テレビ系） - 大沢あかねと月1回のコーナー「大沢女子旅」にVTR出演。スタジオゲストとしても不定期に出演。
- サタデープラス（2024年9月14日 - 、毎日放送制作、TBS系） - 月に1回のペースで放送される「絶対損したくない!ちゃっかり検定」（日常生活で得をするコツをクイズ仕立てで紹介するVTR企画）に出演。
- 櫻井・有吉 THE夜会（2024年9月 - 、TBS系）- 月1回程度のペースで出演。進行を務める。

#### 主な単発出演
ゲストで出演した番組が多数に上るため、司会・ナビゲーター（進行役）・ナレーター・レギュラー出演者の代役を務めた番組のみ記載。
- 夏休み親子スペシャル「トイレはともだち 〜うんちをする。僕らは生きている〜」（2008年7月19日、BSイレブン） - ナレーター
- 平成21年度NHK新人演芸大賞 -演芸部門-（2009年10月30日、NHK） - 吉田浩アナウンサーとともに司会を担当
- 平成21年度NHK新人演芸大賞 -落語部門-（2009年11月23日、NHK） - 吉田浩アナウンサーとともに司会を担当
- Iwataniスペシャル 鳥人間コンテスト2010（2010年9月24日、読売テレビ制作、日本テレビ系列全国ネット） - 東野幸治・ココリコ・北川弘美とともに司会を担当
- 奇跡の流氷 オホーツクが生み出す命の源（2011年5月22日、北海道放送制作、TBS系列13局ネット） - 卓田和広（北海道放送アナウンサー）とともにナレーターを担当
- あっぱれニッポン人! コレが世界のイチバン（2011年7月17日、毎日放送制作、TBS系列全国ネット） - 田中直樹（ココリコ）とともに進行役
- 夫婦の決断〜愛の買物レシピ〜 シリーズ（2012年・2014年、TBS制作、関東ローカル放送を皮切りに系列局で順次放送） - 峰竜太や駒田健吾（TBSアナウンサー）とともにMC。
- はなまるマーケット（2012年11月28日、TBS系列全国ネット） - 岡江久美子の代理として、薬丸裕英とともに司会を担当。2011年7月18日・2013年3月7日にも、ゲストコーナーの「はなまるカフェ」へ出演。
- 天空の方舟〜大雪山 氷河期から未来へ（2013年2月17日、北海道放送制作、TBS系列12局ネット） - 佐藤隆太がナビゲーターを務めたドキュメンタリー番組で、北海道放送の卓田とともにナレーターを担当。
- 世界で働くお父さん5（2013年9月16日、テレビ東京制作、テレビ東京系列全国ネット） - つるの剛士とともにスタジオMCを担当
- すくすく子育て（NHK Eテレ） - 年末に放送される「決定!すくすくアイデア大賞」へ、2012年に審査員、2013年に水内猛との共同司会として出演。さらに、レギュラー版女性司会のくわばたりえ（クワバタオハラ）が産前休暇に入ったことから、2014年1月4日・11日のレギュラー放送で司会を担当。
- 長びく休校!学びの悩みにお答えします（1）（2020年4月23日、NHK Eテレ）- MCを担当
- レギュラー番組への道「超実験!ノー輸入食品生活」（2020年9月25日、NHK BSプレミアム） - ナレーター
- 土曜プレミアム「今田孝太郎」（2023年12月23日、フジテレビ系）- 今田耕司と小泉孝太郎の案内役とMCを担当
- プロ野球ドラフト会議2024（2024年10月24日、TBS系列全国ネット） - スタジオパネラーの1人として出演
- 庄司&ミキティの覗き見バラエティ 今でも好きですか?（2024年12月23日、テレビ朝日系）- 夫の庄司と出演

### NHK紅白歌合戦出場歴
ここでは藤本美貴として出場したもののみ表記
| 年度/放送回               | 回 | 曲目                        | 出演順 | 対戦相手 |
| ------------------------- | -- | --------------------------- | ------ | -------- |
| 2002年（平成14年）/第53回 | 初 | ロマンティック 浮かれモード | 01/27  | w-inds.  |

注意点
- 出演順は「出演順/出場者数」で表す。

### ラジオ番組

#### レギュラー
- 藤本美貴のオールナイトニッポン プチ!（2002年8月1日 - 9月26日、ニッポン放送『矢口真里のallnightnippon SUPER!』内で放送）
- 藤本美貴 ハート・デイズ・レディオ（2002年10月10日 - 2003年3月27日、ニッポン放送）
- 藤本美貴のドキ♥みきNight（2002年10月12日 - 2007年9月24日、CBCラジオ）
- MBSヤングタウン土曜日（2004年4月17日 - 2007年6月2日・2009年10月10日 - 2012年3月10日・2012年8月4日 - 2013年2月9日、MBSラジオ）
  - 2009年10月の復帰以降は、産前産後休暇（2012年）をはさみながら、「週替わりヤン娘。」（不定期レギュラー）の1人として断続的に出演。毎日放送や『MBSヤングタウン』の歴史の節目に編成された特別番組・企画にも、折に触れて以下のように登場している。
    - 2010年8月30日には、明石家さんま・村上ショージとともに『さんまのヤンタンスペシャル』（毎日放送開局60周年記念の生放送番組）へ出演。本番の終了直後にMBSテレビで組まれていた『痛快!明石家電視台』の2時間スペシャル（毎日放送開局60周年記念企画の一環で番組史上20年振りに生放送を実施）にも3人揃って登場した。
    - 『MBSヤングタウン』放送55周年記念企画の一環で2023年9月の第1週（4日 - 10日）に組まれた「リバイバルWEEK」では、「リバイバルゲスト」の1人として、7日放送分の木曜版（『AマッソのMBSヤングタウン』）に迎えられた。
- ボディケアジャンクション（2022年12月1日・8日・15日・22日、TBSラジオ『アフター6ジャンクション』内で放送）
- HONDA Presents 防災と発電機「エネポ」の「あ!」（2023年9月2日・9日・16日・23日・30日、TBSラジオ『井上貴博　土曜日の『あ』』内で放送）

#### 主な単発出演
- ハロプロやねん!（2004年3月5日・5月17日・2006年6月23日、ABCラジオ）
- TBC FUNふぃーるど・モーレツモーダッシュ（2005年6月13日 - 24日、東北放送）
- 藤本美貴のラジカントロプス2.0（2008年5月16日、ラジオ日本）
- 藤本美貴のクリスマスラブラジオ（2008年12月20日、福井放送）
- 31.5時間ラジオ MBS史上最大のラジオ祭り 歌でつなげる60年 目指せ1179曲てアンタ!?（2010年9月1日、MBSラジオ） - 開局記念特別番組コーナーゲスト

### CM
- 江崎グリコ「パナップ」（2003年）
- 日本コカ・コーラ「ジョージア ご褒美ブレイク」（2010年） - アフタヌーン娘δとして出演。
- 花王
  - 「ニュービーズNeo」（2011年1月 - 2012年6月）
  - 「メリット」（2013年3月 - 2014年2月） - 「リンコママ」という役名で、江角マキコ・髙田万由子と共演。
  - 「ブローネ　泡カラー」（2023年6月 - ） - オリジナルソングの歌唱も披露[120]。
- 花畑牧場（2011年4月 - ） - 自社制作の北海道ローカルCMに出演[121]。
- アンファー「スカルプDボーテ」（2011年6月 - 2012年5月） - RIKACO・椿鬼奴と共演。
- イトーヨーカドー「お寿司サービス」「餅道」（2011年） - いずれも関根勤と共演。
- ニベア花王「ニベアサン フェイスモイスト」（2012年）
- 小僧寿し（2012年8月3日 - ） - 出産・育児休業から復帰後初のCM出演[122]。
- キリンビール「キリンフリー」（2013年） - 小泉今日子・阿部サダヲと共演[123]。
- ハウス食品 ハウスシチューミクス「藤本美貴登場」篇 ほか（2014年9月 - 、秋冬限定で放送）[124] - 2019年度版では、夫の庄司智春と初めて共演[125]。
- ソニーモバイルコミュニケーションズ「Xperia Z3」（2014年11月） - ABCテレビが関西ローカルで放送したインフォマーシャル。
- 小林製薬
  - 「女性保健薬 命の母ホワイト」（2016年3月 - ）
  - 「アットノンEX」（2017年5月 - ）
- ポッカサッポロフード&ビバレッジ「リボンナポリン」（2017年4月 - 、北海道限定で放送）[126]
- ユニバーサルホーム（2018年9月 - ）
- JAグループ北海道「パラレルノーカー」（2021年2月16日 - ）
- パイオニア「NP1」（2022年2月10日 - ） - 当時のマネジャーと共演[127][128][129][130]
- NTTドコモ「U15はじめてスマホプラン」（2023年2月10日 - ） 
  - 第1弾（2023年内に放送）：夫の庄司および、みずき君（子役俳優）と共演[131]。
  - 第2弾（2024年内に放送）：私生活と同じ「三児の母」としての出演で、天才子役俳優の「上杉みち」（架空の人物）に扮した秋山竜次（ロバート）と共演。
- ネスレ日本「キットカット 全粒粉ビスケット」（2023年3月6日 - ）
- P&G
  - レノア超消臭「どっちも諦めたくない」篇 （2023年7月3日 - ）- 夫の庄司および天海祐希と共演
  - レノア超消臭「乾燥機禁止」篇（2023年10月1日 - ）- 夫の庄司および天海祐希と共演
- ユーキャン 「【チャレンジユーキャン2024】藤本美貴さん×整理収納アドバイザー講座」他（2024年1月1日 - ） - 夫の庄司と共演
- リステリン「薬用リステリン お口でストップ悪玉菌 第6弾」（2024年12月1日 - ）
- Jリーグ「GWはJリーグに遊びに行こう！」篇（2025年4月5日 - 4月13日）- 夫の庄司と共演[132]
- BCL カンパニー「サボリーノ」（2025年4月26日 - ）[133]
- 中央高等学院「あなたの味方はココにいる!」（2025年7月 - ）

### 広報・キャンペーンキャラクター
- 滝川市ふるさと大使（2011年11月15日 - ）[18][134]
- 東京都国民健康保険団体連合会（2013年8月 - 2014年3月） - 主にポスターモデルを担当。2013年12月1日 - 7日には、J-WAVEおよびTBSラジオで、藤本のナレーションによるスポットCMが関東ローカルで放送された。
- 森永製菓「森永アイス パリパリバー」（2017年4月 - ） - 子どもの頃から好んで食べている縁で、新聞などの懸賞広告に登場。
- IoTBank「見守りGPS まもサーチ」（2019年10月 - ） - イメージキャラククター
- 出張撮影・出張カメラマンの「ラブグラフ」（2020年9月 - ） - イメージキャラクター[135]。
- 日清製粉（2024年2月 - ） - 「アミュリア」（食物繊維を従来品より5倍多く含んでいる小麦粉）の初代ブランドアンバサダー
- 一般社団法人　女性バス運転手協会（2024年2月 - ） - 女性バス運転手を募集する動画や、女性バス運転手の実情に関する座談会の動画（いずれもYouTubeで配信）に、協会参加社の現役運転手6名と揃って出演。
- 東京消防庁「令和6年度春の火災予防運動」（2024年3月） - ポスターモデルに加えて、運動期間の初日（3月1日）に羽田エアポートガーデンで実施された消防演習の「一日消防署長」を務めた[136]。
- 日本テレビ「カラダWEEK」サポーター（2024年） - 川口春奈・宮野真守と共に従事

### ネット配信
- 第4回ハロプロビデオチャット（2005年4月8日、ハロー!プロジェクト on フレッツ）
- ハロー!ミキティ（2019年10月19日 - 、YouTube）[54]

### 映画
- 17才 〜旅立ちのふたり〜（2003年、東映） - 和泉理沙 役（石川梨華とのW主演） ※映画初出演作
- LONG CARAVAN （2009年） - あかり 役
- 劇場版 仮面ライダーエグゼイド トゥルー・エンディング（2017年、東映） - 星朱美 役[137]

### DVD/VHS（テレビ・映画・ミュージカル他）
- アロハロ!藤本美貴（2003年4月23日）
- ことミック大辞典 上巻・下巻（2003年5月2日）
- 燃えろ!マナー部 1・2（2003年7月2日）
- 梨華&美貴 素顔の17歳 メイキング・オブ「17才 〜旅立ちのふたり〜」（2003年10月21日）
- 17才 〜旅立ちのふたり〜（2004年4月21日）

## 書籍

### 単行本
- 自分婚（2009年11月22日、講談社） ISBN 978-4-06-215884-8
- タオルでできる 藤本美貴のらくやせヨガ（2012年9月7日、講談社） ISBN 978-4-06-389697-8
- 藤本美貴 First mama Book（2012年10月3日、セブン&アイ出版） ISBN 978-4-86008-612-1
- 藤本美貴が編みたい! ミキティーのかわいいデイリーベビーニット（2013年11月30日、朝日新聞出版） ISBN 978-4-02190-570-4
- ゆるめて、ラクして、キレイにやせる!1日10分!ミキティのやせヨガ!（2014年2月25日、小学館） ISBN 978-4-09103-7237 [138]。
- ミキティが東大教授に聞いた赤ちゃんのなぜ? （2016年3月25日、中央法規出版） ISBN 978-4-80585-3245 ※東京大学大学院教授・開一夫と共著
- ミキティ語録 前しか見ない（2024年9月3日、CCCメディアハウス） ISBN 978-4-484-22116-8

### 写真集
- アヤヤとミキティ（2003年4月10日、ワニブックス） ISBN 4-8470-2761-2
- アロハロ! 藤本美貴写真集（2003年4月21日、角川書店） ISBN 4-0485-3590-0
- 「青春ばかちん料理塾」&「17才 〜旅立ちのふたり〜」ビジュアルブック（2003年8月8日、講談社） ISBN 4-0636-4523-1
- 藤本美貴 写真集「Mikitty」（2004年1月25日、ワニブックス） ISBN 4-8470-2793-0
- 藤本美貴 写真集「リアル226」（2005年2月26日、ワニブックス） ISBN 4-8470-2846-5
- 藤本美貴 写真集「cheri（シェリー）」（2005年12月17日、ワニブックス） ISBN 4-8470-2905-4
- 藤本美貴 写真集「COEUR」（2006年11月27日、ワニブックス） ISBN 4-8470-2972-0

### 雑誌連載
藤本単独での連載企画のみ掲載、出版元は連載時点。
- ザッピィ「藤本美貴のLet's do アルバイト」（2002年、リクルート）
- weekly Oricon WO「藤本美貴のなちゅらるるるん」（2002年 - 2003年、オリコン）
- saita（2010年 - 、セブン&アイ出版）
  - 「ミキティの主婦1年生」（2010年1月 - 11月）
  - 「ミキティの癒しの絵本 み〜ちゃんとうさぴょん」（2010年12月 - 2011年12月）[注 15]
  - 「藤本美貴のこんにちは赤ちゃん」（2012年1月 - 6月）
  - 「インストラクター藤本美貴さんのmamaヨガ」（2014年8月 - ）
- Baby-mo「藤本美貴の『ママティ♥1年生!』」（2012年9月 - 、主婦の友社）
- Hug Mug「カラダらくちん親子ヨガ」（2014年2月 - 、ハースト婦人画報社）

## 受賞
音楽賞
- 第35回 日本有線大賞 新人賞：「ロマンティック 浮かれモード」（2002年）
- 第41回 日本有線大賞 有線音楽賞：「置き手紙」（2008年）
- 第41回 日本作詩大賞 優秀作品賞：「置き手紙」（2008年）
- 第1回 日本作曲家協会音楽祭 2008奨励賞（2008年）

その他
- 第12回 COTTON USAアワード Mrs.COTTON USA（2015年）
- 第9回ベストマザー賞2016（芸能部門）
- 第36回日本ジュエリーベストドレッサー賞 特別賞ベストパートナー部門（2025年）[63]

## 所属ユニット
- モーニング娘。（2003年 - 2007年）
  - モーニング娘。おとめ組（2003年 - 2004年）
- スペシャルユニット
  - ごまっとう（2002年）
  - GAM（2006年 - 2007年）
- シャッフルユニット
  - おどる♥11（2002年）
  - 11WATER（2003年）
  - H.P.オールスターズ（2004年）
  - セクシーオトナジャン（2005年）
- カントリー娘。に紺野と藤本（モーニング娘。）（2003年 - 2006年）
- Gatas Brilhantes H.P.（ガッタス ブリリャンチス H.P.）（2004年 - ） - 副キャプテン
- アフタヌーン娘δ（2010年、日本コカ・コーラジョージアのCMキャラクター）
- ドリームモーニング娘。（2011年）
- One Hokkaido Project（2018年）